# Lilian Welsh
Lilian Welsh (* 6. März 1858 in Columbia (Pennsylvania); † 23. Februar 1938 ebenda) war eine US-amerikanische Ärztin, Pädagogin und Hochschullehrerin.

## Leben und Werk
Welsh war die vierte Tochter von Annie Eunice und Thomas Welsh und beendete 1873 die Columbia High School. 1875 absolvierte sie die State Normal School und nach Abschluss ihres Grundstudiums kehrte sie für 5 Jahre als Schulleiterin an die Columbia High School zurück. 1886 begann sie das Medizinstudium am Medical College in Pennsylvania und promovierte 1889 in Medizin. Von 1889 bis 1890 studierte sie an der Universität Zürich und belegte mit ihrer Freundin Mary Sherwood den ersten Kurs der Universität über Bakteriologie. 1890 wurde sie Ärztin am State Hospital for the Insane in Norristown (Pennsylvania).
1892 gründete sie mit Sherwood eine Privatpraxis in Baltimore. Obwohl beide Frauen qualifizierte Ärztinnen waren, verhinderten Vorurteile gegenüber Ärztinnen, dass ihre Praxis florierte. 1894 wurde Welsh Professorin für Physiologie und Hygiene am Woman’s College in Baltimore (heute Goucher College). Am College war sie als ausgesprochene Verfechterin der Gesundheit und Hygiene von Frauen bekannt und war mehrere Jahre lang war die einzige weibliche ordentliche Professorin. Unter ihrem Vorsitz der Sportabteilung von 1894 bis 1924 wurde das Goucher College national führend auf dem Gebiet des Sportunterrichts für Frauen. Nicht nur die Praktiken der Abteilung waren fortschrittlich, auch die Einrichtungen, die aus mehreren Gebäuden und Außenplätzen bestanden, waren auf dem neuesten Stand der Technik.
Etwa zur gleichen Zeit übernahmen Welsh und Sherwood die Abendabteilung für berufstätige Frauen und Mädchen, die von den Ärztinnen Kate Campbell Hurd-Mead und Alice Hall gegründet worden war. Diese in Privatbesitz befindliche gemeinnützige Organisation bot Ärztinnen die Möglichkeit, Medizin zu praktizieren, und betonte die Gesundheit von Frauen in der Öffentlichkeit. Die Einrichtung war führend in der Geburtshilfe und befasste sich sowohl mit der vorgeburtlichen Betreuung als auch der Versorgung von Mutter und Kind nach der Geburt.

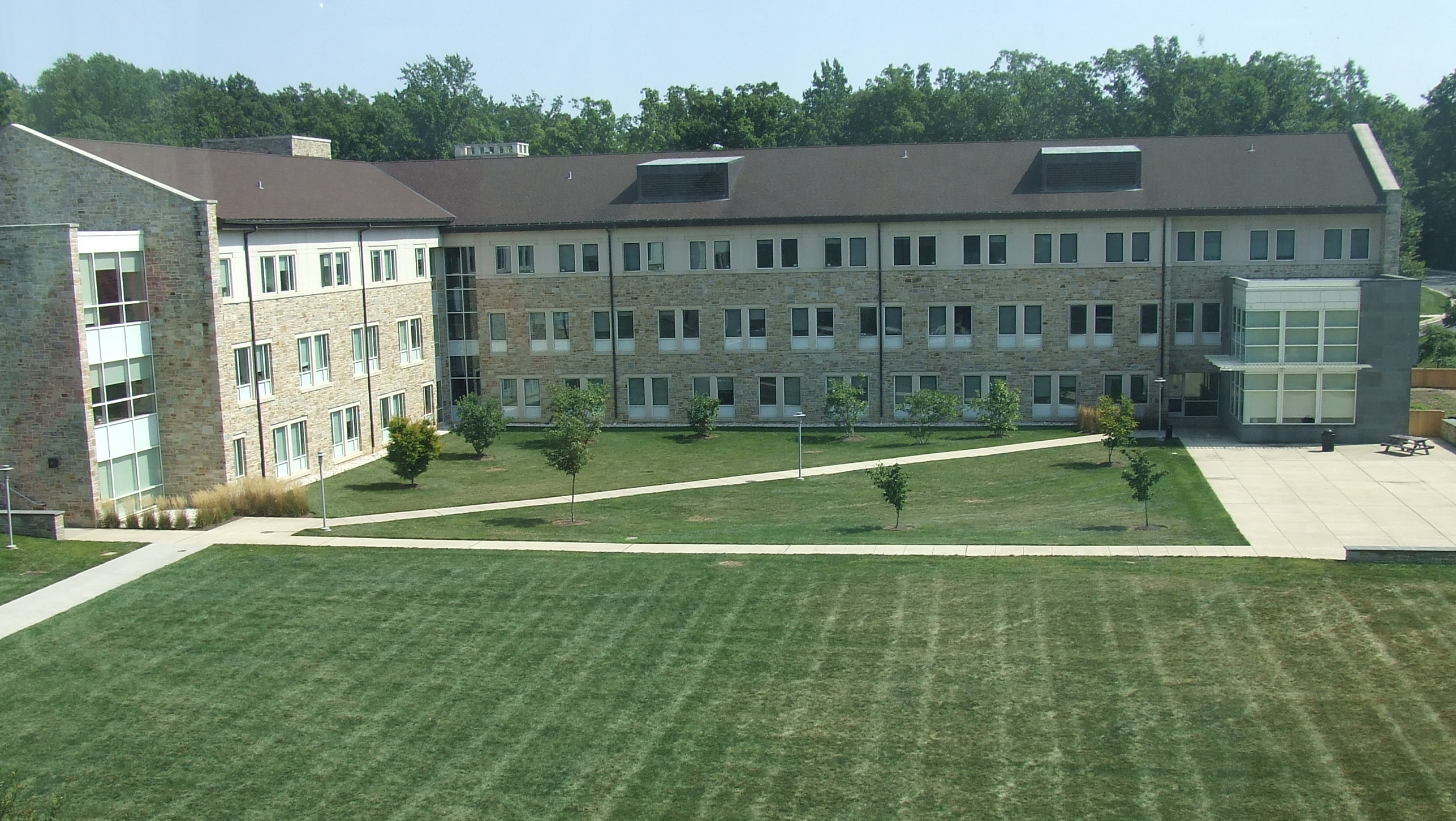
Welsh Hall auf dem Campus des Goucher College. Unter Welsh wurde das Goucher College national führend auf dem Gebiet des Sportunterrichts für Frauen

Welsh wurde in die staatliche Tuberkulose-Kommission von Maryland berufen, um die Ausbreitung der Tuberkulose zu untersuchen und einen Behandlungs- und Präventionsplan vorzuschlagen. Sie war eine von zwei Frauen, die in eine Kommission für die Untersuchung und Prävention von Geschlechtskrankheiten berufen wurden. Neben der Prävention von Krankheiten war sie ein Befürworter angemessener sanitärer Einrichtungen und engagierte sich in der Kinderhilfsbewegung.
1897 wurde sie Sekretärin der Baltimore Association zur Förderung der universitären Frauenbildung, die sich für die Aufnahme von Frauen in die Graduiertenschule der Johns Hopkins University einsetzte, was 1908 verwirklicht wurde. Sie erkannte auch, dass das Frauenwahlrecht für den Kampf um alle Frauenfragen von wesentlicher Bedeutung war. 1916 wurde sie Fakultätsleiterin des Equal Suffrage League-Kapitels des Goucher College und inspirierte viele Studenten, sich für das Wahlrecht einzusetzen. Sie war Mitglied der National American Woman Suffrage Association und auch Gründungsmitglied von Frauenorganisationen in Baltimore wie dem Arundell Club und dem Arundell Good Government Club.
Nach dem Tod ihrer langjährigen Begleiterin Mary Sherwood kehrte sie 1935 nach Columbia zurück und starb dort drei Jahre später an der Europäischen Schlafkrankheit.
2017 wurde sie posthum in die Maryland Women's Hall of Fame aufgenommen.

## Veröffentlichungen (Auswahl)
- 1916:  „Women in Medicine“. The Baltimore Sun.
- 1916: The Significance of Goucher College for Medicine. Baltimore, MD: Goucher College. OCLC 80277045.
- 1923: Fifty Years of Women's Education in The United States. Baltimore. OCLC 80050825.
- 1925: Reminiscences of Thirty Years in Baltimore. Baltimore: The Norman, Remington Company. OCLC 2370045.